# San Piero Patti
Ne doit pas être confondu avec San Piero a Sieve.
San Piero Patti est une commune italienne de la province de Messine, dans la région Sicile.

## Géographie

### Communes limitrophes
Librizzi, Montalbano Elicona, Patti, Raccuja, Sant'Angelo di Brolo

## Culture locale et patrimoine

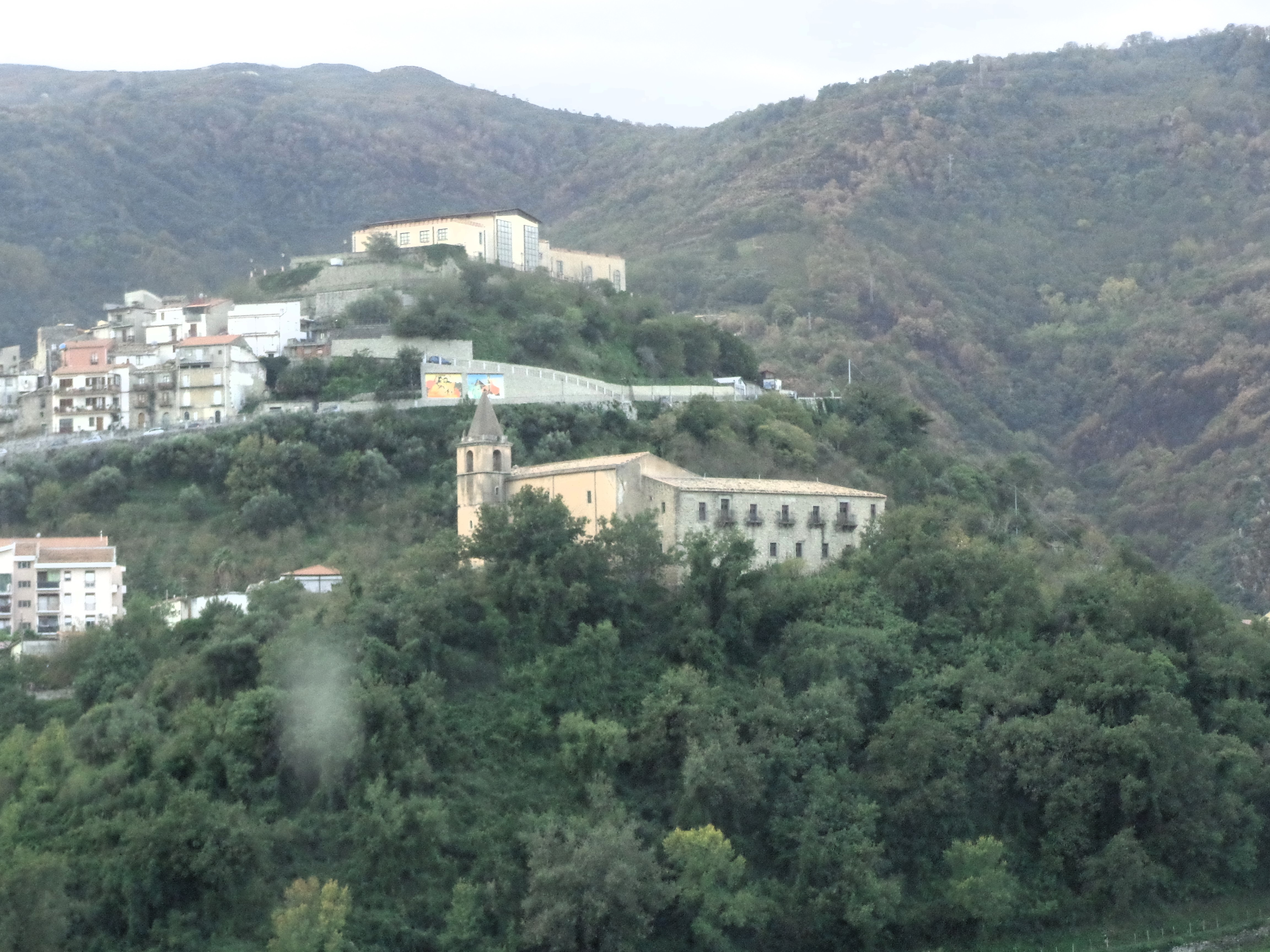
Santa Maria del Carmine (San Piero Patti).

### Personnalités liées à la commune
- Helle Busacca (1915-1996), poète, peintre et écrivain italienne.